# Królewskie sny
Królewskie sny – polski serial historyczno-biograficzny o panowaniu króla Władysława II Jagiełły.

## Fabuła
Ośmioodcinkowy serial telewizyjny poświęcony jest ostatnim latom panowania Jagiełły, od momentu śmierci jego trzeciej żony Elżbiety i małżeństwa z trzykrotnie młodszą od niego Sonką. Serial ma tło historyczne, ale kreacje aktorskie mają nieco uwspółcześniony charakter. Jagiełło grany przez Gustawa Holoubka przedstawiony jest jako król obdarzony ogromnym talentem politycznym, dużą inteligencją, wyobraźnią i poczuciem humoru.

## Obsada
- Gustaw Holoubek – Władysław II Jagiełło
- Renata Zarębska – Zofia (Sonka), żona Jagiełły
- Janusz Michałowski – Witold, wielki książę litewski, brat stryjeczny Jagiełły
- Ewa Dałkowska – księżna Julianna, żona Witolda
- Mariusz Dmochowski – cesarz Zygmunt
- Halina Rasiakówna – cesarzowa Barbara
- Marek Bargiełowski – Świdrygiełło Bolesław, brat rodzony Jagiełły i brat stryjeczny Witolda
- Andrzej Mrowiec – brat Jagiełły i Witolda
- Eugeniusz Kamiński – Korybut, brat Jagiełły i Witolda
- Krzysztof Wakuliński – Stanisław Ciołek
- Adam Ferency – Zbigniew Oleśnicki
- Paweł Nowisz – Jan Strasz z Białaczowa, komendant straży Oleśnickiego
- Kazimierz Meres – kanclerz Jan Szafraniec
- Agnieszka Kruszewska – Jadwiga, córka Jagiełły
- Borys Jaźnicki – książę Fryderyk, narzeczony Jadwigi
- Czesław Mroczek – Ofanas, służący Jagiełły
- Marek Obertyn – Jan Głowacz, brat Oleśnickiego
- Jerzy Tkaczyk – biskup Wojciech Jastrzębiec
- Jan Janga-Tomaszewski – Hińcza z Rogowa
- Jan Szurmiej – Olesko, błazen Jagiełły
- Ryszard Barycz – spowiednik Jagiełły
- Jerzy Bończak – Mikołaj Małdrzyk, sługa Witolda
- Zygmunt Maciejewski – Zeno, legat papieski
- Witold Holtz – rycerz Lambert, poseł księcia Bergu
- Andrzej Szczepkowski – Wołczko
- Grzegorz Pawłowski – Grzegorz z Sanoka
- Wojciech Kostecki – Zawisza Czarny
- Grzegorz Wons – Jan Kraska, kancelarzysta Jagiełły
- Barbara Lanton – siostra zakonna, opiekunka królewicza
- Antonina Girycz – zakonnica, opiekunka chorej Jadwigi
- Mieczysław Kadłubowski – służący
- Andrzej Malec – sługa Witolda
- Andrzej Grąziewicz – Anglik Piotr, teolog utrakwicki
- Włodzimierz Musiał – utrakwista, poseł z Czech
- Józef Kalita – poseł z Nowogrodu
- Andrzej Piszczatowski – wysłannik cesarza
- Krzysztof Kołbasiuk – książę Eliasz z Mołdawii
- Anna Krzemińska – Maria, siostra Sonki, żona Eliasza
- Włodzimierz Press – gwiaździarz Krystian z Pragi
- Krzysztof Tyniec – Nienasz, służący Sonki
- Małgorzata Pieńkowska – Katarzyna, służąca Sonki
- Dorota Lanton – dwórka Sonki
- Matylda Bednarczyk – służąca Sonki
- Andrzej Gawroński – schwytany poddany Witolda
- Karolina Wierzbicka – Żmudzianka Egle
- Piotr Wysocki – doradca Witolda
- Jacek Domański – strażnik prowadzący Strasza
- Józef Konieczny
- Lech Sołuba
- Mirosław Wieprzewski – Spytko z Melsztyna

## Nagrody
- 1989: Gustaw Holoubek – Złoty Ekran (przyznawany przez pismo „Ekran”) za rolę w serialu (za rok 1988)